# Еро (острів)
Еро (Ærø, данська вимова: [ˈeːˌʁøˀ]) — один з датських островів у Балтійському морі та частина регіону Південна Данія.
З 1 січня 2006 року весь Ærø становить єдиний муніципалітет, відомий як Ærø Kommune. До цієї дати на острові існувало два муніципалітети: комуна Ерескобінг на заході та комуна Марстал на сході. Це злиття було частиною реформи державного сектору, закони якого набрали чинності з 26 червня 2005 року. Це злиття було дозволено відбутися за рік до злиття інших муніципалітетів, оскільки на всьому острові вже відбувся референдум на якому більшість голосували за злиття.
У опитуванні 2010 року читачі датської газети Kristeligt Dagblad визнали  третім найкрасивішим островом Данії, поступившись лише Фуру та Лесе . 

## Географія
- Населення (у 2020 р.): 5 956 (тільки острів Ере); 5 964 (муніципалітет).
- Площа: 88 км 2 (острів); 91 км 2 (муніципалітет)
- Довжина берегової лінії: 167 км (104 миля)

Ærø має приблизно 20 км з північного заходу на південний схід і змінюється в ширину приблизно від 4 до 8 км. У 2020 році на острові є три невеликі міста: найбільше – Марстал з населенням 2111 осіб. В Ерескобінгу проживає 942 жителі, а в Собі — 438. Чотирнадцять сіл і кілька ферм завершують схему поселення острова.
Ærøskøbing з його вузькими провулками та мальовничими будинками 18-го століття історично був головним містом Ærø і залишається головним портом для поромного сполучення. Марстал, також відомий як «село шкіперів», оскільки він був домом багатьох моряків і капітанів, сьогодні є найбільшим містом острова та його головним комерційним і торговим центром.
Сільська місцевість здебільшого м’яко хвиляста, і на західному узбережжі у Водеруп-Клінт є кількакілометрова ділянка скель заввишки 33 метри. Завдяки загалом низькій інтенсивності руху Ере є популярним місцем для туристів і велосипедистів . Пляжі острова також приваблюють рибалок і художників . Як один із островів, що входять до складу архіпелагу Південний Фюн, Ærø характеризується особливо гарною погодою. Тут більше сонячних годин, ніж у середньому для решти Данії, а цілорічна температура також на кілька градусів вище середньої по країні.
У Olde Mølle, на одній із найвищих точок Ере та поблизу центру острова, скульптор Ерік Брандт створив «лаву миру», задуману з наміром надати людям можливість оглядати острів та навколишнє море, в той час як міркування на тему миру у всьому світі.

## Історія

Прапор Ærø

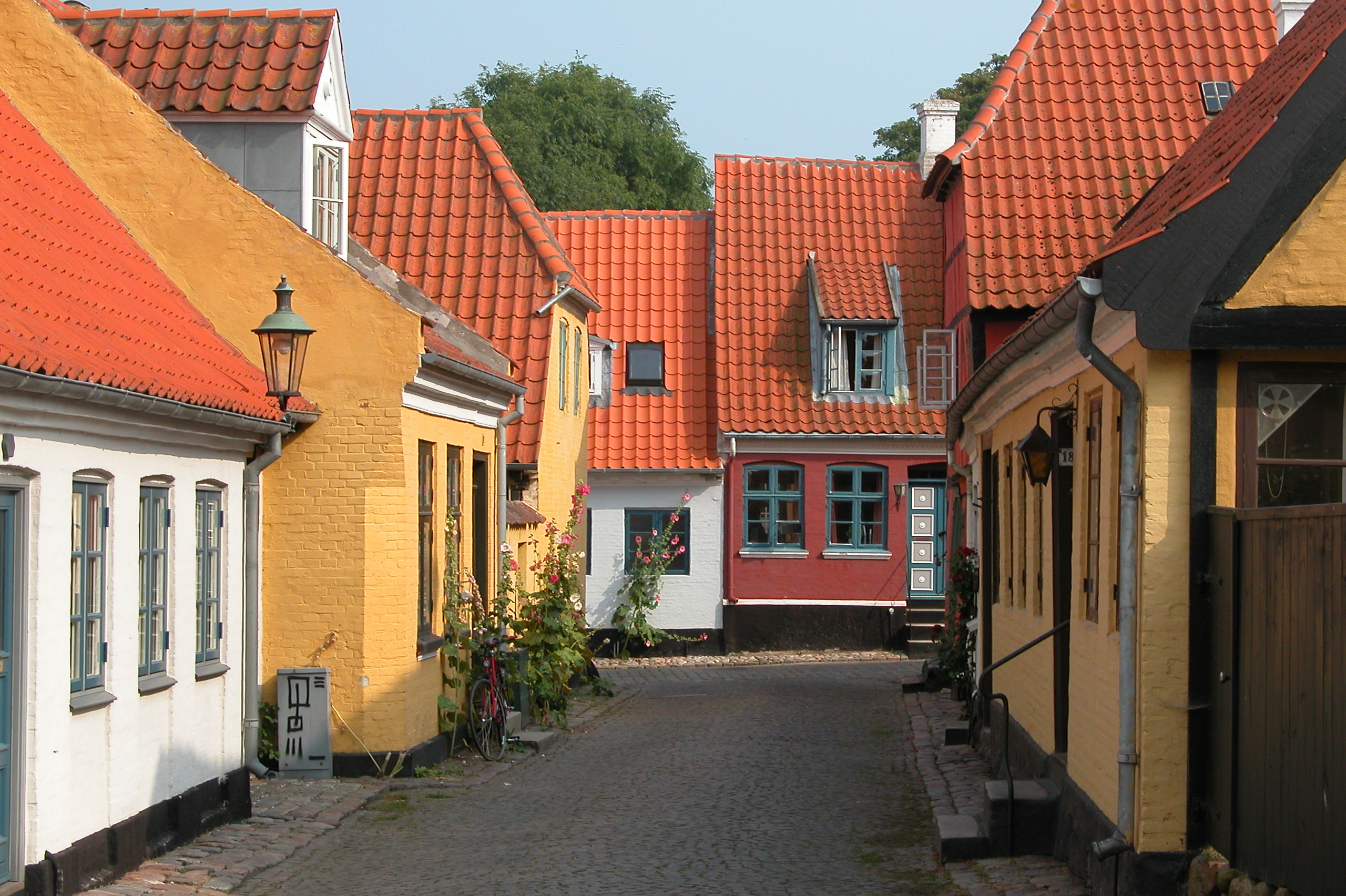
У містечку Ærøskøbing

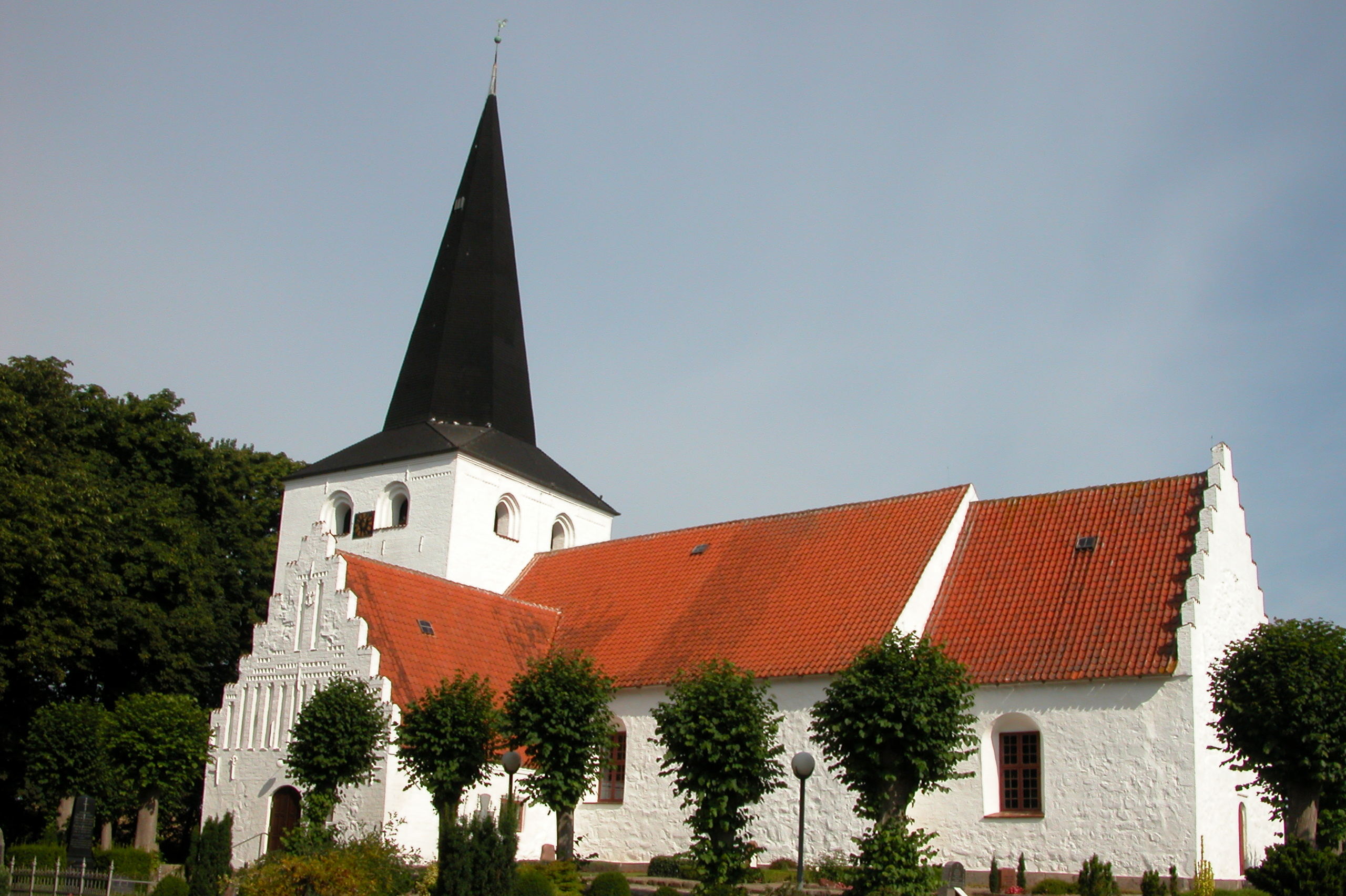
Церква брегнінге

Археологічні розкопки свідчать про існування поселень ще до 8000 року до нашої ери.  На острові є кілька курганів, а також старе місце Тінг . Реліквії давнини знайдені по всьому острову. Кургани, могили та дольмени свідчать про діяльність людини протягом понад 10 000 років. 
Щодо пізнішої історії, то особливий інтерес представляє період герцогств. Протягом цього періоду — з 14 століття до 1864 року — Ере об’єднувався та розділявся по черзі на низку анклавів.  Ærø був за межами тарифної стіни Королівства, що призвело до процвітання контрабанди, яка була способом життя для багатьох мешканців Ærø.
У 1629 році головне місто Ерескьобінг згоріло внаслідок великої пожежі.  Іншої катастрофи такого ж масштабу не було. У 1750 році острів, раніше розбитий на ексклави численних герцогств, був об'єднаний в єдиний адміністративний округ. 
Коли герцог помер, у Грастені було знайдено прапор, який складався з дев’яти шматків тканини трьох кольорів – тілесного, морсько-зеленого та золотисто-жовтого. Цей банер став джерелом натхнення для прапора Ере, який сьогодні можна побачити по всьому острову. Коли герцог Крістіан помер, Ærø був розподілений між чотирма його братами, і це пропонує одне пояснення того, чому на острові виникли два міста, Ærøskøbing, а пізніше Марстал, і чому кожне опинилося у своїй «країні».
У 1766 році маєток Гростен був ліквідований, а будівлі знесені.  Ім'я Грåстена все ще живе сьогодні в фермерському будинку, який стоїть майже на тому ж місці, що й герцогська садиба. Gråsten сьогодні пропонує розміщення типу "ліжко та сніданок".
У 1750 році Ærø був об'єднаний  і з тих пір не роз'єднувався. Це відзначено меморіальним каменем в Olde Mølle (англ. = стародавній млин). Під час унії застосовувався старий Ютландський кодекс 1241 року, і навіть сьогодні деякі з цих правил все ще діють.,
У новітній історії збереження місцевої спадщини регіону було першочерговим для жителів. Ця пристрасть до Ærø була продемонстрована у 2000 році, коли Марсталську морську школу було наказано закрити. Понад 2000 жителів острова (третина острова) вирушили до Копенгагена, щоб протестувати проти закриття історичної школи. Зрештою уряд дозволив Морській школі залишитися відкритою.

## Відновлювані джерела енергії та технології

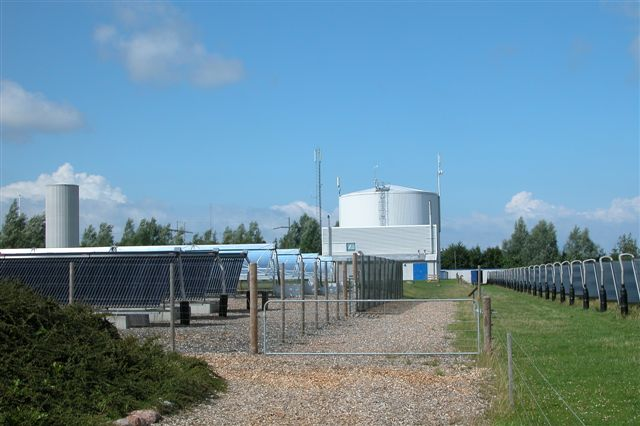
Парк сонячного опалення, Марстал

Ærø намагається стати самодостатнім в енергетичному плані, його ініціативи в технологіях відновлюваної енергії здобули міжнародне визнання острова як одного зі світових лідерів у цій галузі. Вже в 2002 році були зведені три сучасні вітрогенератори з турбінами, кінцівки яких досягають 100 м (330 фут) над землею. що робить острів приблизно на 40% самозабезпеченим відновлюваною енергією. Станом на січень 2013 року площа великої сонячної електростанції на острові була розширена з 18 365 м 2 до 33300 м 2 в результаті розширення за проєктом Sunstone 4. 
Три системи централізованого теплопостачання Ærø із сонячними колекторами здобули міжнародне визнання. Завдяки нещодавньому розширенню система в Марсталі стала найбільшою у світі системою сонячних колекторів для опалення.
Ере — єдиний острів серед великих данських островів Балтійського моря, який не з’єднаний мостом, і дорожній рух загалом низький. Автомобільні пороми працюють за чотирма маршрутами.
Ærø також знаходиться в популярному районі вітрильників, Південному архіпелазі Фюн. Поруч з Марсталом розташований невеликий аеропорт Ере з трав’яними злітно-посадковими смугами.

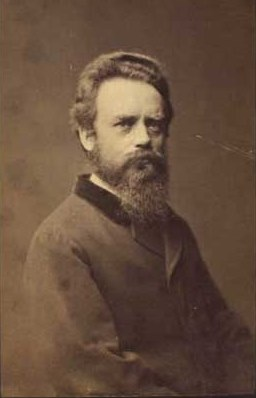
Карл Расмуссен, 1870 рік

## Відомі особи
- Андерс Арребо (1587, Ерескьобінг — 1637) — данський поет і лютеранський єпископ у єпархії Нідарос.
- Альберт Генріх Ріїсе (1810, Ерескьобінг — 1882) — данський фармацевт, торговець і виробник рому на острові Сент-Томас у Вест-Індії.
- Клаус Лауріц Клаузен (1820 у Боргнесі – 1892) лютеранський священник, організатор Об’єднаної норвезької лютеранської церкви Америки та місіонер в Америці [5]
- Карл Расмуссен (1841 р. в Ерескьобінгу – 1893 р.) – данський живописець морського мистецтва та сцен Гренландії.
- Повла Фрійш (1881, Ærø - 1960) данська класична сопрано та викладач вокалу [6]
- Герман Мьоллер Боє (1913 р. у Рольпестеді – 1944 р.), учасник данського руху опору, страчений німецькою окупаційною владою.
- Ерік Кроманн (нар. 1946 р. у Марсталі) — данський письменник, директор музею та місцевий політик.
- Карстен Єнсен (народився в 1952 році в Марсталі), данський письменник і політичний оглядач

## Культурні посилання

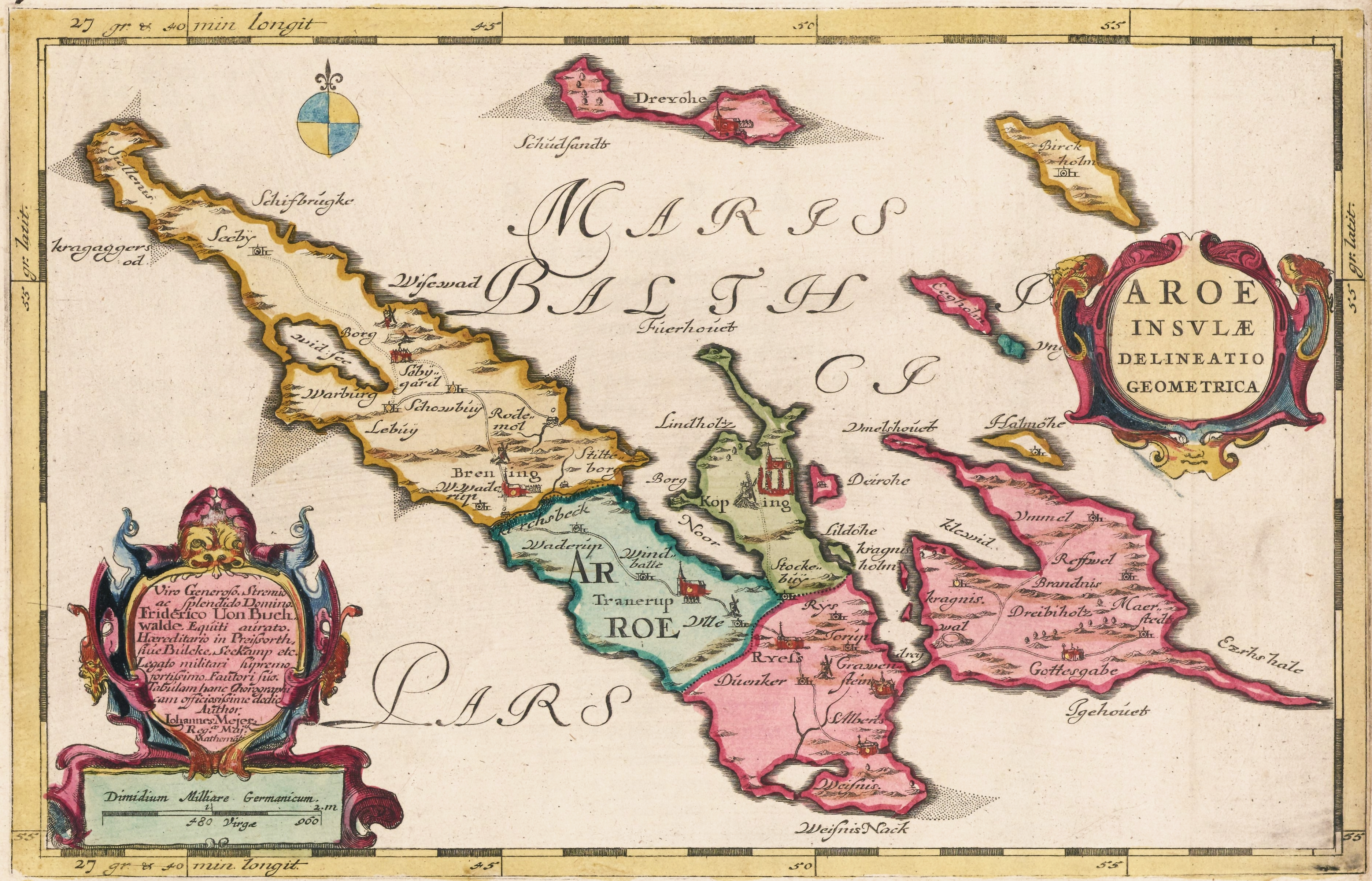
Мапа 1665 року

- У своєму романі «Ми, утоплені» 2006 року — епічній історії про чотири покоління, майже сто років і дві світові війни — Карстен Дженсен описує морську історію Марстала, свого рідного міста, куди люди мали вийти в море й жінок залишити позаду.

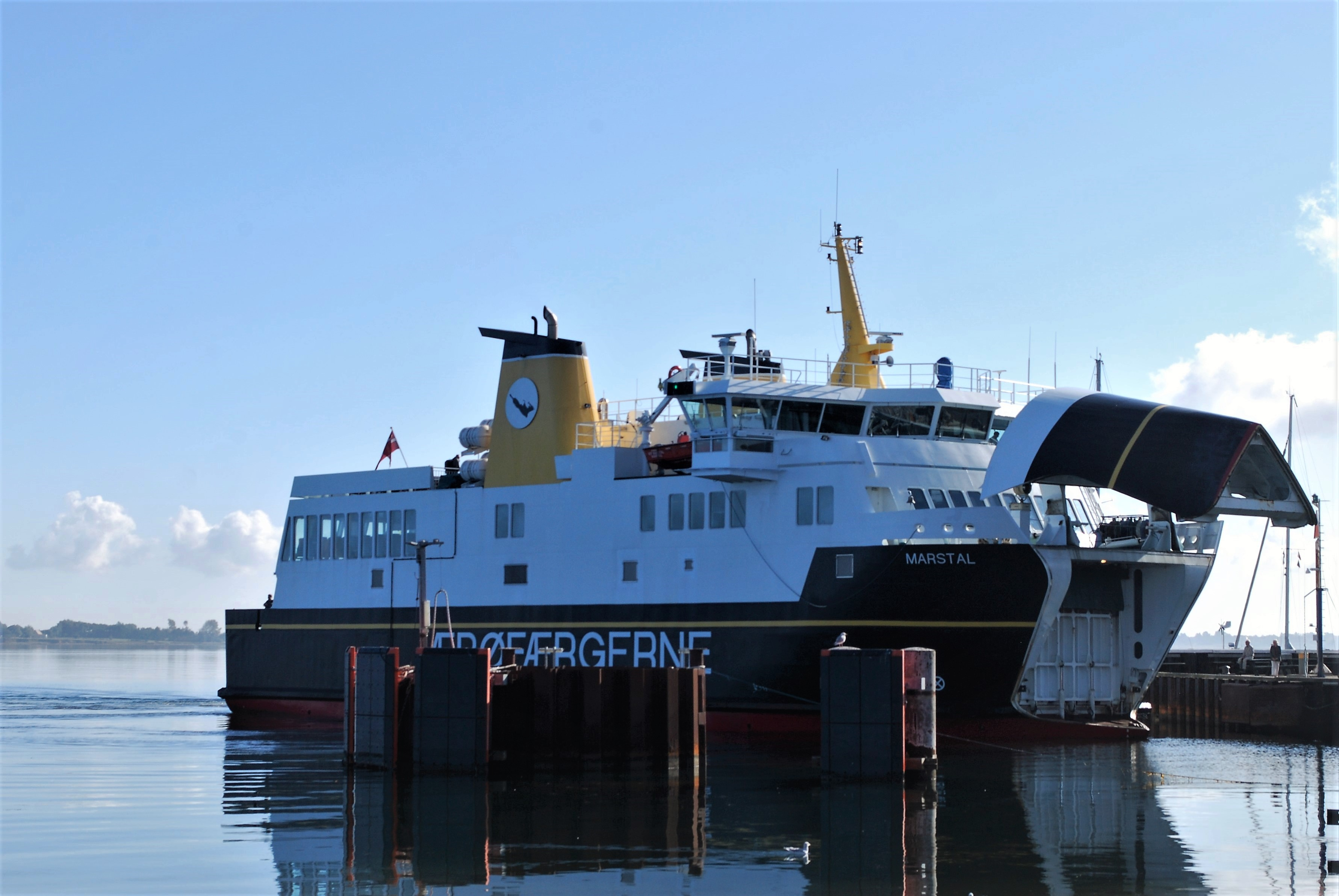
М/ЖМарстал, 1999 -Ærøskøbing-Свендборг
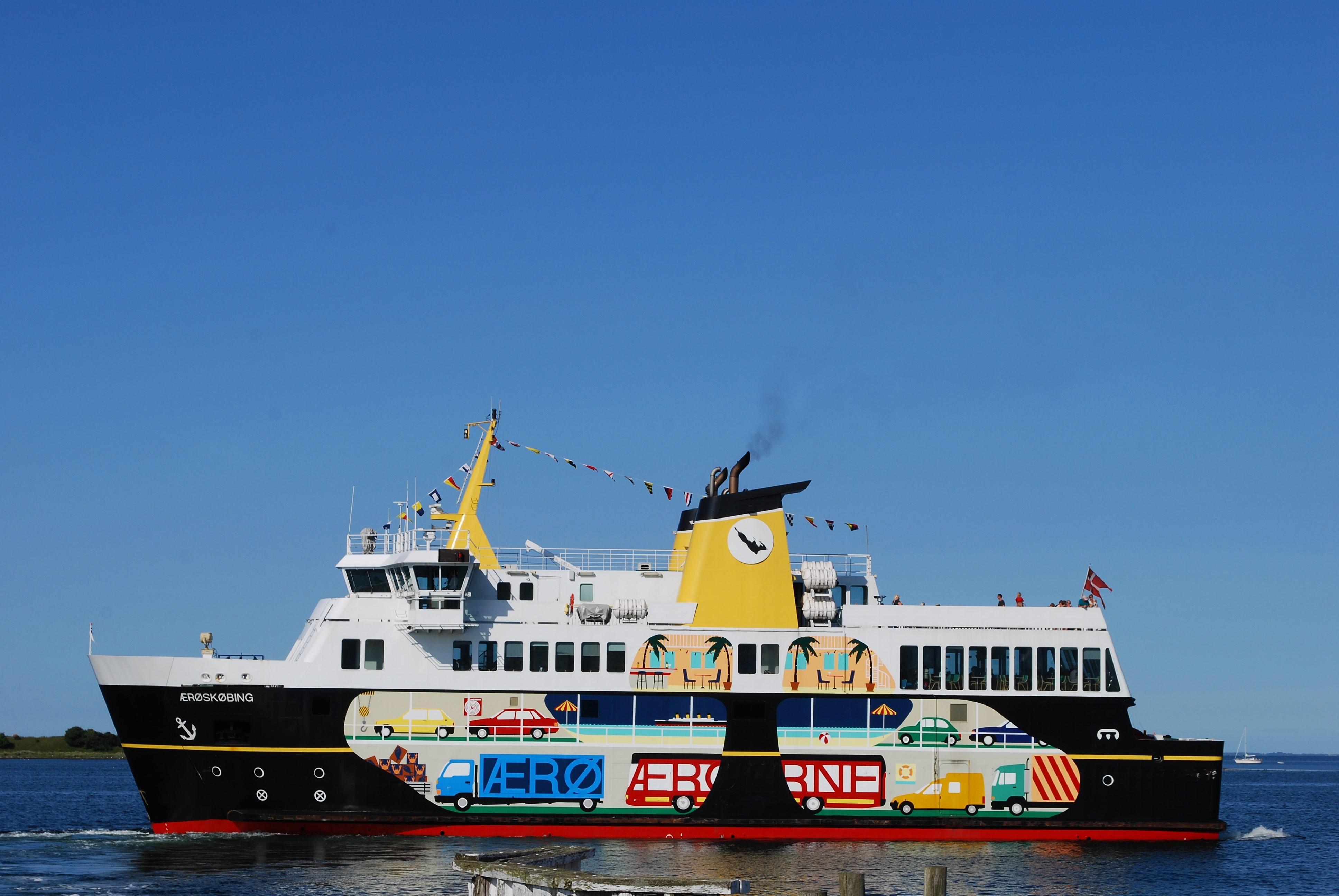
М/ЖÆrøkøbing, 1999-Ærøskøbing-Свендборг
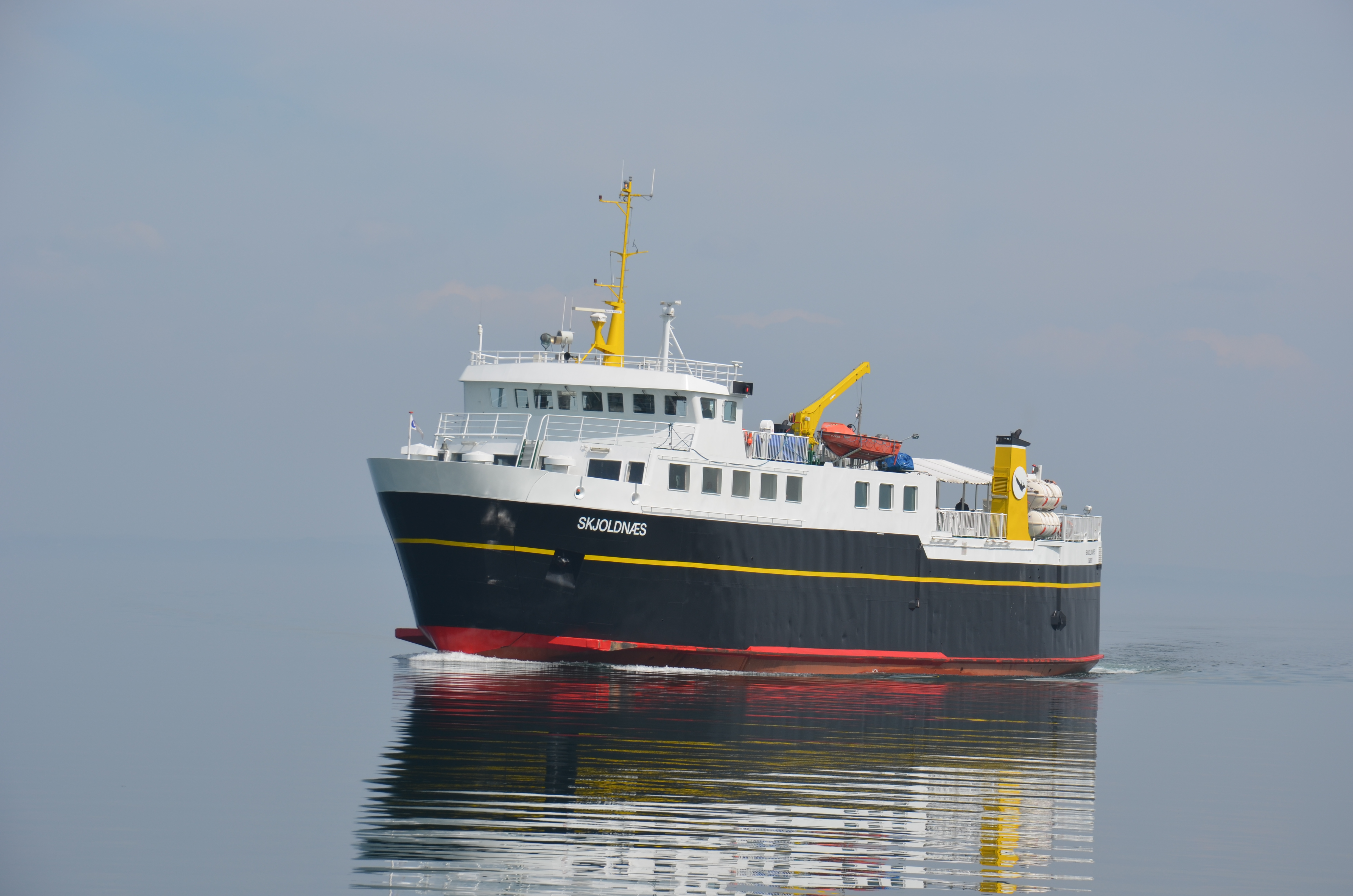
М/ЖSkjoldnæs, 2012-Søby-Фоборг
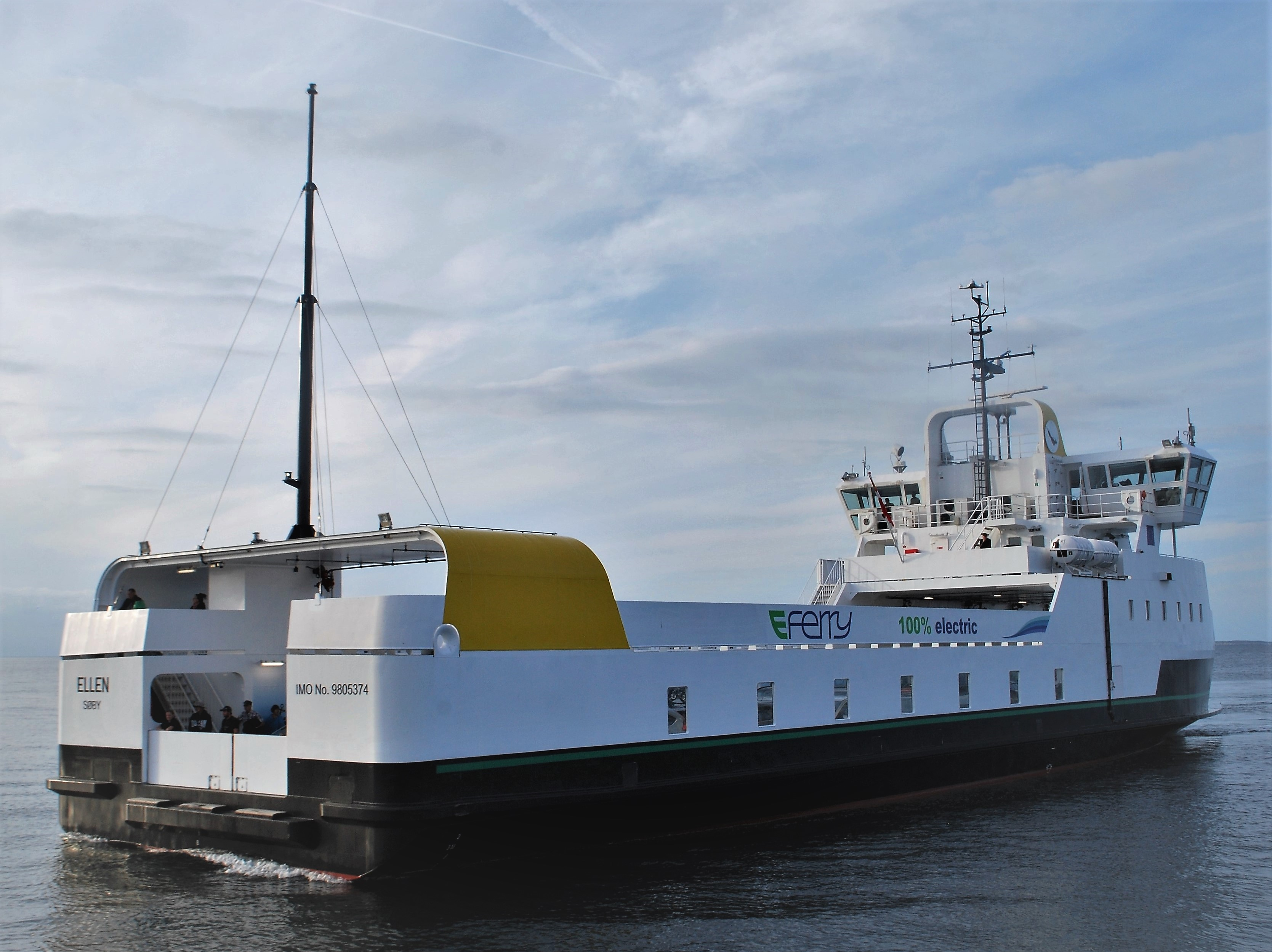
Електронний пором Елен, 2019 -Søby- Фіншав на островіAls
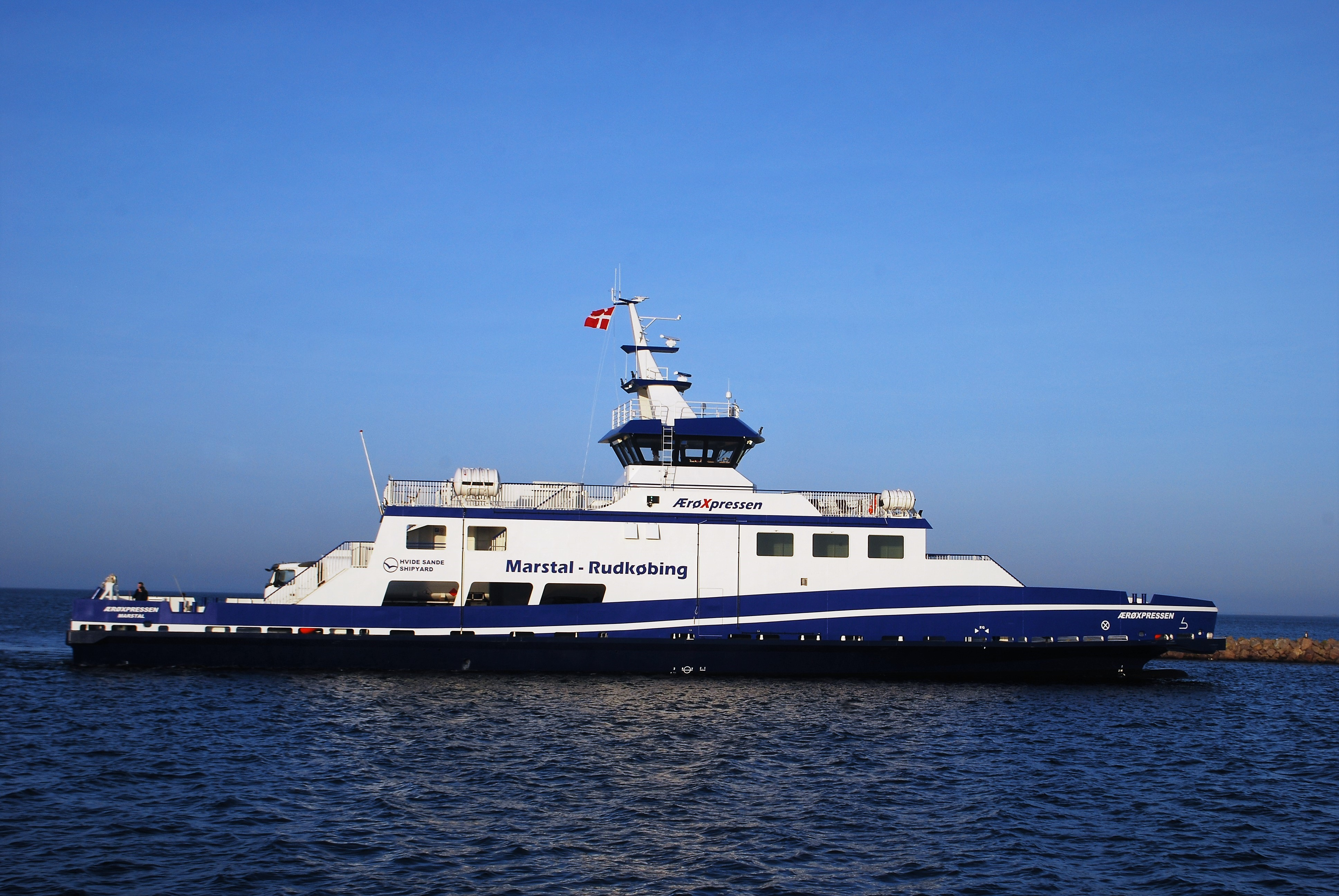
М/ЖÆrøXpressen, 2019 -Марстал-Рудкьобінг